# Laura Morante
Laura Morante (Santa Fiora, Toscana, Itàlia, 21 d'agost de 1956) és una actriu i directora italiana.

## Biografia

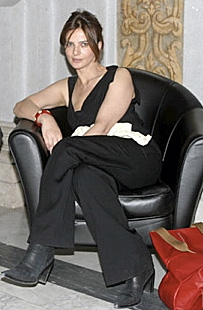
Laura Morante el 2007

La seva tia és la cèlebre dona de lletres italiana Elsa Morante.
Té tres fills: Eugenia, Agnese i Stepan. Ha estat casada amb l'actor francès Georges Claisse.
L'any 2001, el film L'habitació del fill de Nanni Moretti rep la Palma d'Or al 54è Festival de Canes. El mateix any és membre del jurat del Festival Internacional de Cinema de Locarno, al costat de l'artista americana Debra Winger. El palmarès ha d'enfrontar-se a una polèmica.
L'any 2004, ha estat la mestra de cerimònies del 57è Festival de Canes.

## Filmografia

### Al cinema

#### Com a actriu
- 1979: Une femme italienne de Giuseppe Bertolucci
- 1981: La Tragédie d'un homme ridicule de Bernardo Bertolucci
- 1981: Sogni d'oro de Nanni Moretti
- 1982: Colpire al cuore de Gianni Amelio
- 1983: Bianca de Nanni Moretti
- 1983: Il momento dell'avventura de Faliero Rosati
- 1984: L'air du crime d'Alain Klarer
- 1986: L'Intruse de Bruno Gantillon
- 1986: À fleur de mer de João César Monteiro
- 1987: La Vallée fantôme d'Alain Tanner
- 1987: Luci lontane d'Aurelio Chiesa
- 1987: Man on Fire d'Élie Chouraqui
- 1988: Un amore di donna de Nelo Risi
- 1989: Onde Bate o Sol de Joaquim Pinto
- 1989: I ragazzi di via Panisperna de Gianni Amelio
- 1990: Corps perdus d'Eduardo de Gregorio
- 1990: Strada blues de Gabriele Salvatores
- 1990: Un jeu d'enfant de Pascal Kané
- 1990: La Femme fardée de José Pinheiro
- 1991: L'amour extrême de Joaquim Leitão
- 1992: La Voix de Pierre Granier-Deferre
- 1992: Juste avant l'orage de Bruno Herbulot
- 1995: Io e il re de Lucio Gaudino
- 1995: Faut pas rire du bonheur de Guillaume Nicloux
- 1996: Ferie d'août de Paolo Virzì
- 1997: La Vie silencieuse de Marianna Ucria de Roberto Faenza
- 1997: Santo Stefano  de Angelo Pasquini
- 1998: Coppia omicida de Claudio Fragasso
- 1998: La mirada del otro de Vicente Aranda
- 1999: L'anniversario de Mario Orfini
- 2000: La Folie des hommes de Renzo Martinelli
- 2000: Prime luci dell'alba de Lucio Gaudino
- 2000: Libérez les poissons! de Cristina Comencini
- 2001: Hotel de Mike Figgis
- 2001: La stanza del figlio de Nanni Moretti
- 2002: Un viaggio chiamato amore de Michele Placido
- 2003: The Dancer Upstairs de John Malkovich
- 2004: Souviens-toi de moi de Gabriele Muccino
- 2004: Notte senza fine de Elisabetta Sgarbi
- 2004: L'amore è eterno finché dura de Carlo Verdone
- 2005: L'Empire des loups de Chris Nahon
- 2005: Non aver paura de Angelo Longoni
- 2006: Fauteuils d'orchestre de Danièle Thompson
- 2006: Cœurs d'Alain Resnais
- 2006: Liscio de Claudio Antonini
- 2006: L'estate del mio primo bacio de Carlo Virzì
- 2007: Molière de Laurent Tirard
- 2007: Il nascondiglio de Pupi Avati
- 2008: La Femme de l'anarchiste de Peter Sehr i Marie Noëlle
- 2009: Le Rêve italien de Michele Placido
- 2010: La bellezza del somaro de Sergio Castellitto
- 2010: Il figlio più piccolo de Pupi Avati
- 2011: Appartamento ad Atene de Ruggero Dipaola
- 2012: La Cerise sur le gâteau de Laura Morante
- 2013: A Farewell to Fools de Bogdan Dreyer
- 2013: Roméo et Juliette de Carlo Carlei
- 2015: Tout mais pas ça ! d'Edoardo Falcone
- 2016: Assolo de Laura Morante
- 2018: Una storia senza nome de Roberto Andò

#### Com a directora
- 2012: La Cerise sur le gâteau
- 2016: Assolo

### A la televisió

#### Com a actriu
- 1981: George Sand de Giorgio Albertazzi
- 1983: Le Corsaire de Franco Giraldi (Mini-sèrie TV, 3 episodis)
- 1984: La stagione delle piogge de Domenico Campana
- 1984: Notti e nebbie de Marco Tullio Giordana
- 1985: Il corsaro de Franco Giraldi
- 1985: Goya de José Ramón Larraz
- 1986: Music Hall de Marcel Bluwal
- 1989: Les Jurés de l'ombre de Paul Vecchiali
- 1994: La Corruptrice de Bernard Stora
- 1994: L'ombre du soir de Cinzia TH Torrini
- 1995: Un orage immobile de Jean-Daniel Verhaeghe
- 1995: L'Affaire Dreyfus d'Yves Boisset
- 2000: Giochi pericolosi d'Alfredo Angeli
- 2000: Dov'è mio figlio de Lucio Gaudino
- 2003: Madre Teresa de Fabrizio Costa
- 2004: Renzo e Lucia de Francesca Archibugi
- 2004: Imperium: Nerone de Paul Marcus - Agrippine

## Premis
- David di Donatello a la millor actriu principal l'any 2001 per a L'habitació del fill (La stanza del figlio).
- Cinta d'Argent a la millor actriu l'any 2005 per L'amore è eterno finché dura